# Monte Ferranto
El monte Ferranto es una montaña que forma parte de la proyección hacia el suroeste del macizo principal de las montañas Fosdick, en las cordilleras Ford de la Tierra de Marie Byrd, Antártida. Fue descubierto por una partida de reconocimiento en trineo de la Expedición Antártica Byrd que visitó la zona en noviembre-diciembre de 1934, y fue nombrado en honor a Felix Ferranto, un operador de radio y tractor del Servicio Antártico de Estados Unidos (1939–41).